# Norbert Fischer (Philosoph)
Norbert Fischer (* 1947 in Nieder-Weisel) ist ein deutscher Philosoph.

## Leben und Wirken
Er studierte Philosophie, Theologie und Germanistik in Freiburg im Breisgau und Mainz, wo er die Promotion (1978) und Habilitation (1985) im Fach Philosophie erwarb. Er war Professor für Philosophie in Mainz (1986–1989), Trier (1989–1991) und Paderborn (1991–1995). Von 1995 bis 2013 lehrte er als Inhaber des Lehrstuhls für Philosophische Grundfragen der Theologie an der Katholischen Universität Eichstätt.

## Schriften (Auswahl)
- Die Transzendenz in der Transzendentalphilosophie. Untersuchung zur speziellen Metaphysik an Kants „Kritik der reinen Vernunft“ (= Mainzer philosophische Forschungen. Band 18). Bouvier, Bonn 1979, ISBN 3-416-01485-5 (zugleich Dissertation, Mainz 1978).
- Augustins Philosophie der Endlichkeit. Zur systematischen Entfaltung seines Denkens aus der Geschichte der Chorismos-Problematik (= Mainzer philosophische Forschungen. Band 28). Bouvier, Bonn 1987, ISBN 3-416-01910-5 (zugleich Habilitationsschrift, Mainz 1985).
- Die philosophische Frage nach Gott. Ein Gang durch ihre Stationen (= Lehrbücher zur katholischen Theologie. AMATECA. Band 2). Bonifatius, Paderborn 1995, ISBN 3-87088-872-5.
  - Marco Motto und Corrado Sinigaglia (Übersetzer): L’uomo alla ricerca di Dio. La domanda dei filosofi (= Di fronte e attraverso. Band 421). Jaca Book, Milano 1997, ISBN 88-16-40421-3.
  - Rafael Muñoz (Übersetzer): La pregunta filosófica por Dios. Una andadura a través de sus etapas. EDICEP, Valencia 2000, ISBN 84-7050-590-4.
  - Mato Balić (Übersetzer): Čovjek traži Boga. Filozofski pristup (= Priručnici. Band 45). Kršćanska Sadašnjost, Zagreb 2001, ISBN 953-151-332-5.
  - Kaposi Tamás (Übersetzer): A filozófusok Istenkerersése. Agapé, Szeged 2001, ISBN 963-458-236-2.
  - The philosophical quest for God. A journey through its stations (= AMATECA. Band 4). Lit, Münster 2003, ISBN 3-8258-4856-6.
  - Józef Świerkosz (Übersetzer): Człowiek w poszukiwaniu Boga. Zagadnienia filozoficzne (= Amateca, podręczniki teologii katolickiej. Band 2). Pallottinum, Poznań 2004, ISBN 83-7014-490-X.
- mit Dieter Hattrup: Metaphysik aus dem Anspruch des Anderen. Kant und Levinas. Schöningh, Paderborn/München/Wien/Zürich 1999, ISBN 3-506-72532-7.
- Aurelius Augustinus: Was ist Zeit?. Confessiones XI/Bekenntnisse 11. Lateinisch-Deutsch. (= Philosophische Bibliothek. Band 534). Meiner, Hamburg 2000, ISBN 3-7873-1558-6.
  - Aurelius Augustinus: Was ist Zeit?. Confessiones XI/Bekenntnisse 11. Lateinisch-Deutsch. (= Philosophische Bibliothek. Band 534). 2. überarbeitete Auflage, Meiner, Hamburg 2009, ISBN 978-3-7873-1942-8.
- Müssen Katholiken weiterhin Furcht vor Kant haben? Kants Philosophie als ›ancilla theologiae‹ (= Eichstätter Universitätsreden. Band 114). Kastner, Wolnzach 2005, ISBN 3-937082-44-1.